# العلاقات المصرية اليابانية
العلاقات المصرية اليابانية هي العلاقات الخارجية التي تربط بين مصر واليابان. وقد وصف السفير المصري في اليابان هذه العلاقات بأنها صداقة قوية جداً. كما توجد سفارة لكلا الدولتين. في الوقت الحاضر، تحافظ الدولتان على علاقة ودية مع علاقات اقتصادية وتجارية قوية.

## تاريخ العلاقات المصرية اليابانية
يعود تاريخ العلاقات بين البلدين إلى القرن التاسع عشر. في حين تأسست العلاقات الحديثة عام 1922، عندما اعترفت اليابان باستقلال مصر. ومنذ ذلك الحين ثمة علاقات ودية تمثلت في العديد من الزيارات التي يقوم بها كبار الدبلوماسيين من البلدين، وخاصة زيارة رئيس الوزراء الياباني تومي-إتشي موراياما إلى مصر عام 1995 وزيارة الرئيس المصري السابق حسني مبارك إلى اليابان في مناسبات مختلفة أعوام 1983 و1995 و1999.
بين عامي 1998 و 2002، قدمت اليابان قروضاً ومنحاً لمصر تتجاوز قيمتها 3.5 بليون دولار أمريكي. عام 2002، تجاوز حجم التجارية الثنائية بين مصر واليابان أكثر من بليون دولار أمريكي. كما قدمت اليابان سيارات إسعاف وجسر ومركز الزوار لمنطقة وادي الملوك.
عام 2009، وحتى شهر تشرين الأول (أوكتوبر)، تواجد في مصر 1051 مواطن ياباني. كما زار مصر في 2009 حوالي 90000 ياباني؛ وزار اليابان حوالي 3500 مصري عام 2007.

## العلاقات الدبلوماسية
تعتبر اليابان مصر لاعباً أساسياً في الشرق الأوسط، وتتعامل مع مصر على أنها جزء حيوي من دبلوماسيتها في المنطقة. هذا ويدعم رؤساء الحكومات بعضهم البعض في القضايا المتعلقة بعملية السلام في الشرق الأوسط.